# Whatever Happened to the Man of Tomorrow?
A Superman: Whatever Happened to the Man of Tomorrow? (’Superman: Mi történhetett a Holnap Emberével?’) egy 1986-os képregénytörténet, melynek írója Alan Moore, rajzolója pedig Curt Swan. Alan Moore modern elemekkel gazdagítja a Superman-képregények Mort Weisinger-éráját idéző történetet, mely a DC Crisis on Infinite Earths című történet előtti Superman-történeteit kívánja lezárni és egyben elő is készíti a John Byrne által, a The Man of Steel című minisorozattal újraindított Superman-sorozatot. A Whatever Happened to the Man of Tomorrow? volt Curt Swan utolsó nagyobb hozzájárulása Superman történeteihez.
A Whatever Happened to the Man of Tomorrow? kerettörténetét a Daily Planet egyik riporterének, Tim Crane-nek a nyomozása adja, aki tíz évvel a Crisis on Infinite Earths eseményei után, 1997-ben megpróbálja kideríteni az igazságot, hogy valójában mi is történet az „acélemberrel”, vagyis Supermannel.